# Стегодони
Стегодоните (Stegodon) или наричани още слонове-пигмеи са животни от разред хоботни. Изчезнали са в края на Последния ледников период, около 10 000 години пр.н.е. По размери повечето са били по-дребни от съвременните слонове. Срещали се в Европа и Азия. Много от видовете обитавали острови. Типичен пример за това са намерените кости на стегодони в Кипър, Крит, Сицилия, Шри Ланка, Тайван, Филипините и Малките Зондски острови в Индонезия.
Размерите им са били различни – най-дребните видове са достигали височина 1,5 метра и тегло 700 кг, а най-големите са били до 5000 кг. Видовете, които са обитавали малките острови в повечето случаи са били по-дребни от тези на континента.